# Paul Rosenius
Johan Anders Martin Paul Rosenius, född den 12 mars 1865 i Göteborg, död  den 5 juli 1957 i Malmö, var en svensk läkare, ornitolog, författare och  konstnär. Han var son till Martin Gabriel Rosenius och brorson till Carl Olof Rosenius.
Rosenius blev filosofie kandidat vid Lunds universitet 1887, och sedan medicine licentiat och läkare i Malmö 1895. Under sina studentår var han medlem i De unga gubbarna och senare Tuakotteriet, båda studentgrupperingar i kretsen kring Bengt Lidforss. Den tiden skildrade Rosenius 1909 i boken De unga gubbarne samt på sin ålders höst 1952 i Mitt gamla Lund och andra minnen.
Rosenius är bland annat känd för sina rese- och naturskildringar, men även hans ornitologiska böcker väckte intresse då Rosenius var en av de första i Sverige att fotografera fåglar. Rosenius var även aktiv i naturskyddsfrågor, bland annat genom artiklar i dagspressen. Som konstnär utförde han ett stort antal oljemålningar och teckningar samt reliefer.
Paul Rosenius, som gärna valde motiv från Kullaberg för sina målningar, vilar på Brunnby kyrkogård.